# Marie-Christine de Navacelle
 (mars 2023).
Marie-Christine de Navacelle (née le 19 octobre 1941 est une responsable d'institutions culturelles en France et à l’étranger. Elle est programmatrice de cinéma et fondatrice du festival Cinéma du réel au Centre Georges Pompidou.

## Biographie
Après des études de lettres à la Sorbonne, elle débute comme assistante à la Bibliothèque Mazarine de l'Institut de France en 1965, puis passe le concours de conservateur en 1976 a 1988. Chargée du secteur audiovisuel à la bibliothèque publique d'information (de 1976 à 1988). Chef de la Division des Programmes de la Direction de la Communication du Ministère des Affaires Etrangères (de 1988 à 1995). Directrice de l’Institut Franco-Japonais de Tokyo (de 1996 à 2001). Directrice du Centre Culturel Français du Cambodge (de 2002 à 2003). En poste à la Bibliothèque nationale de France, chef du Service Images du Département de l'audiovisuel (en 2003).

## Carrière
En 1969, elle est nommée à la bibliothèque de l’École nationale supérieure des bibliothèques (dite Bibliothèque de Massy)[réf. nécessaire].
En 1976, elle est affectée à la bibliothèque publique du Centre Pompidou qui était en préfiguration où elle est chargée de l'audiovisuel.
Elle dirige en 1979, au Centre Pompidou, le festival qui prit alors le nom de Cinéma du réel,, fonction qu'elle assure près de 10 ans,.
En 1988, elle est détachée au ministère des Affaires Étrangères où elle est chargée de la diffusion du cinéma français à l’étranger et des coproductions de films.
Membre de différents conseils d'administration comme le Festival de Cannes, Unifrance, la Cinémathèque française, elle participe à plusieurs commissions de production et de diffusion du Centre national du cinéma[réf. nécessaire].
En 1989, dans le cadre des manifestations du Bicentenaire de la Révolution française, elle fait circuler à travers le monde[Où ?] un programme de films français[réf. nécessaire].
En 1992, elle organise à Moscou une rétrospective intégrale de Jean-Luc Godard, en sa présence[réf. nécessaire].
De 1996 à 2002, elle dirige les Instituts français de Tokyo et Yokohama où elle organise, entre autres, une rétrospective intégrale des œuvres de Robert Bresson.
Avec Agnès b. et le soutien de l'Asahi Shimbun, le journal japonais, elle fait en 1997 et 1998 circuler un Festival de films français à travers tout le Japon[réf. nécessaire].
Elle est à plusieurs reprises membre du Comité de programmation du Tokyo Summer Festival (en)[Quand ?][réf. nécessaire]. Elle a été également membre du Conseil d'administration de la Maison Franco-Japonaise[Quand ?][réf. nécessaire].
En 2002, elle prend la direction du Centre culturel du Cambodge à Phnom Penh, Siem Reap et Battembag[réf. nécessaire]. Elle participe à l'initiative de Rithy Panh, à la création d'un Centre d'Archives du Cambodge[Lequel ?][réf. nécessaire].
En 2003, elle rejoint la Bibliothèque nationale de France où elle est chargée du cinéma et organise avec les Cahiers du cinéma un cycle de débats autour du livre et du cinéma Écrire/filmer.
En 2009, elle organise au Japon, avec le photographe Chihiro Minato, une exposition des photos prises par Emmanuelle Riva et la scripte Sylvette Baudrot sur le tournage du le film d’Alain Resnais, Hiroshima mon amour.
Elle est membre du jury du Festival international du film de Tokyo en 2022,.
Depuis[Quand ?], elle est conservatrice indépendante, essentiellement entre la France et le Japon[réf. nécessaire], sur des expositions[Lesquelles ?] et des présentations de films[Lesquelles ?] et publie des livres sur le cinéma.

## Expositions
- Ulysse Alice O'hisse, exposition sur les livres d'enfants au Forum du Centre Pompidou en 1978.
- Le Mail art en 1997 à Tokyo dans le cadre de l'Année de la France au Japon.
- Hiroshima mon amour avec des photos d'Emmanuelle Riva à Hiroshima, Tokyo, Osaka puis en France à la Maison de la Culture du Japon et au Festival de Lectoure, de 2007 à 2010.
- Depardon/Tokyo 1964-2016, pour la Fondation Chanel au Nexus Hall de Ginza en 2017.

## Programmations de films
- Cinéma du Réel au Centre Pompidou (1979-1988)
- Centenaire du cinéma dans le cadre des manifestations du Bicentenaire de la Révolution française (1989)
- Jean Luc Godard, Rétrospective intégrale de ses films en sa présence à Moscou (1992)
- Robert Bresson, Rétrospective intégrale de ses films à Tokyo au Bunkamura (1999)
- Agnès B aime le cinéma, avec l'Asahi Shimbun à Tokyo et dans plusieurs villes du Japon (1997-1998)

## Productions
- Reporters de Raymond Depardon (1981)
- Il était une fois la Télévision de Marie Claude Treilhou (1985)
- La Valse des médias de Luc Moullet (1987)
- Aux quatre coin-coins du Canard enchaîné de Bernard Baissat (1987)
- La Drôle de guerre de Raymond Queneau de Nelson Pereira dos Santos (1987)
- Histoires d’Amériques de Chantal Akerman (1989)
- Emmanuelle Riva c'est ton nom de Michelle Porte (2016)

## Publications
- Cinéma du Réel avec Claire Devarrieux (éditions Autrement, 1988)
- Le Cinématographe de Robert Bresson (Ed TIFF Tokyo, 1999)
- Agnés B aime le cinéma (Ed Asahi Shimbun, 1998)

- Hiroshima 1958 avec Chihiro Minato (Ed Inscript Tokyo, 2008)
- Tu n'as rien vu à Hiroshima (Ed Gallimard, 2009)[13]
- Fred Wiseman (coédition Moma de New York et Gallimard, 2011)[14]